# Ligne Keikyū Zushi
La ligne Keikyū Zushi (京急逗子線, Keikyū Zushi-sen) est une courte ligne ferroviaire de la compagnie privée Keikyū dans la préfecture de Kanagawa au Japon. Elle relie la gare de Kanazawa-Hakkei à Yokohama à celle de Zushi･Hayama à Zushi. Cette ligne est une branche de la ligne principale Keikyū.

## Histoire
Le 14 mars 2020, la gare de Shin-Zushi est renommée Zushi･Hayama.

## Caractéristiques

### Lignes
- Longueur : 5,9 km
- Ecartement : 1 435 mm (entre Kanazawa-Hakkei et Jimmuji, une voie est à double écartement 1 435 mm et 1 067 mm pour permettre la liaison entre la gare de Zushi de la JR East et l'usine J-TREC)
- Alimentation : 1 500 Vcc par caténaire
- Nombre de voies : double voie

### Interconnexions
La ligne est interconnectée avec la ligne principale Keikyū.

### Liste des gares
La ligne comporte 4 gares, identifiées de KK50 à KK53.
| Numéro | Gare            | Nom japonais | Distance (km) | Correspondances                                                           | Ville    |
| ------ | --------------- | ------------ | ------------- | ------------------------------------------------------------------------- | -------- |
|        | Kanazawa-Hakkei | 金沢八景     | 0             | Keikyū : Keikyū (interconnexion) Yokohama Seaside Line : Kanazawa Seaside | Yokohama |
|        | Mutsuura        | 六浦         | 1,3           |                                                                           | Yokohama |
|        | Jimmuji         | 神武寺       | 4,1           |                                                                           | Zushi    |
|        | Zushi･Hayama    | 逗子・葉山   | 5,9           | JR East : Yokosuka (à Zushi)                                              | Zushi    |